# 克里斯托弗·高哈姆
克里斯托弗·高哈姆（英語：Christopher David Gorham，1974年8月14日—）是一位美國演員。出演過醫霧調查、醫家外傳、諜影迷情等電視劇，以及迈阿密的一夜等电影。

## 外部連結
- 克里斯托弗·高哈姆在互联网电影资料库（IMDb）上的資料（英文）